# Agathylla
Genre
Sous-genres de rang inférieur
- Agathylla (Agathylla)
- Agathylla (Agathyllina)

Agathylla est un genre de petits gastéropodes terrestres de la famille des Clausiliidae et dont les espèces se rencontrent en Europe et au Japon.

## Listes des espèces
Selon GBIF (29 mars 2023) :
- Agathylla abrupta (Küster, 1847)
- Agathylla biloba (A.J.Wagner, 1914)
- Agathylla exarata (Rossmässler, 1835)
- Agathylla formosa (Rossmässler, 1835)
- Agathylla goldi (Walderdorff, 1864)
- Agathylla lamellosa (J.A.Wagner, 1829)
- Agathylla narentana (A.Schmidt, 1868)
- Agathylla neutra (Westerlund, 1898)
- Agathylla regularis (L.Pfeiffer, 1861)
- Agathylla strigillata (Rossmässler, 1835)
- Agathylla sulcosa (J.A.Wagner, 1829)
- Agathylla viperina (Westerlund, 1901)

## Systématique
Le genre Agathylla a été initialement créé en 1855 par Henry Adams (1813–1877) et Arthur Adams (1820–1878) comme un sous-genre du genre Clausilia.
Agathylla a pour synonymes :
- Achathylla Schaufuss, 1869
- Agathilla Norman, 1900

## Publication originale
- (en) Henry Adams et Arthur Adams, The genera of recent Mollusca; arranged according to their organization, vol. 2, Londres, J. Van Voorst, 1855, 660 p. (lire en ligne), p. 184.